# Pseumenes laboriosus
Pseumenes laboriosus är en stekelart som först beskrevs av Smith 1861.  Pseumenes laboriosus ingår i släktet Pseumenes och familjen Eumenidae. Inga underarter finns listade i Catalogue of Life.